# Condé-lès-Herpy
Condé-lès-Herpy é uma comuna francesa na região administrativa de Grande Leste, no departamento Ardenas. Estende-se por uma área de 11,47 km². Em 2010 a comuna tinha 222 habitantes (densidade: 19,4 hab./km²).